# Una giornata al monte dei pegni
(Una giornata al monte dei pegni - Elena Loewenthal)
Una giornata al monte dei pegni è un'opera letteraria della scrittrice italiana Elena Loewenthal.

## Trama
Il libro si presenta come una raccolta di dieci racconti, accomunati solo dal medesimo luogo, il banco dei pegni, e da una vicenda più impersonale che funge da cornice per la narrazione. I capitoli sono nominati con l'oggetto che viene lasciato in pegno, dal momento che ogni personaggio è parte di una storia a sé stante, collegata alle altre solo per brevi momenti iniziali e finali.
Martedì, ore 8.40 - Tarda primavera, forse inizio estate, giornata uggiosa (minaccia scrosci di pioggia)

Una donna straniera si reca al monte dei pegni a riscattare la sua catenina in filigrana, consegnata tempo fa. La restituzione non è possibile perché la donna non ha più la polizza. Uscendo dall'edificio vede l'uomo che in passato le aveva comprato la polizza in cambio di una cospicua somma di denaro, non conoscendo lei l'importanza del foglio.
Pelliccia visone pastello (bottone mancante)

Eva, una donna matura, evita due uomini che, all'entrata del monte dei pegni, tentano di persuadere le donne a vendere le loro polizze.  Entra nell'edificio e impegna una pelliccia di visone regalato il suo ex amante, il quale l'aveva lasciata per sensi di colpa alla morte della moglie. Prima di vendere la pelliccia, stacca un bottone per ricordo e con i soldi che ottiene decide di rifare la plastica al seno.
Oro a peso (poca roba)

Salvatore non è in grado di pagare l'affitto della sua casa. Accetta il suggerimento di un'amica che consiste nel recarsi al monte dei pegni per ipotecare la sua catenina d'oro. Riceve così sessanta euro che gli permettono di pagare l'affitto per un solo mese.
Piatto argento (con ammaccatura) gr. 303

Una donna anziana si reca al monte dei pegni per ipotecare un piatto che testimonia il venticinquesimo anno di matrimonio dei suoi genitori. L'oggetto è in parte ammaccato in quanto un tempo lei lo aveva lanciato contro un muro con l'intenzione di romperlo come dispetto ai suoi genitori.
Lotto 52 (15 pezzi) + lotto 51 (27 pezzi)

Il ragionier Sciuto è al banco dei pegni con numerose suppellettili d'oro puro. A differenza delle altre persone egli è abbastanza ricco, infatti lascia in consegna parte dei suoi averi per ottenere in modo rapido denaro contante, da investire poi in affari. Dopo essere stato lasciato dalla moglie ha deciso di rivolgersi solamente a prostitute, altro motivo delle sue spese. Consegna una quarantina di quelli che erano stati regali per la sua ex-moglie, ricevendo in cambio 2500 euro in contanti.
Anello oro con diamante e diamantini taglio brillante gr. 3,4

Erica vive con la famiglia una situazione economica difficile. Lei disoccupata da tempo e il marito in cassa integrazione non sanno come mantenere i tre figli. Per risolvere questi problemi prende la sofferta e difficile decisione di lasciare al banco dei pegni l'anello di fidanzamento, in cambio di una ragguardevole cifra.
Collana oro con piastra gr. 47,5

L'anziana signora Pina si reca spesso al monte dei pegni, motivo per cui è conosciuta dai dipendenti che vi lavorano. Vi aveva lasciato in passato molti gioielli, non avendo nessuno a cui darli dopo essere rimasta sola senza figli, ma era riuscita a riscattarli grazie ad una vincita alla lotteria. In questa occasione depositerà una piastra d'oro con l'immagine del marito, non riuscendo più a vivere con la esigua pensione.
Posacenere argento gr. 140 (e smetto di fumare)

Un uomo piuttosto nervoso è in coda al Monte dei Pegni per consegnare un portacenere d'argento, con l'intenzione di smettere di fumare. Critica tutto e tutti, oltre ad essere collerico anche nei confronti della famiglia. Ripete a sé stesso di non aver rubato il portacenere, avendolo sottratto da casa e confidando nella scarsa attenzione dei famigliari. Non potrà però consegnare l'oggetto, non avendo con sé codice fiscale o documento d'identità, e se ne andrà ancora più irritato.
Tappeto orientale tipo Saruk cm 204x134 (m² 2,73)

Tre fratelli giostrai, una donna e due uomini, depositano al banco un tappeto, che si ripromettono di riscattare entro Carnevale. Questo era stato infatti regalato alla donna, Ester, che vi teneva molto, dalla madre, che aveva dichiarato di averlo acquistato durante un viaggio in oriente. I figli non avevano mai creduto all'origine dell'oggetto, ma devono ricredersi dopo l'accurata analisi dell'impiegato che li attende. 
Tre anelli oro gr. 22 - ore 12.35

L'ultimo avventore, in ritardo, deve lasciare tre anelli, che non riesce a togliere. Li consegnerà dopo averli sfilati grazie ad acqua e sapone nel bagno dell'ufficio. È dispiaciuto nel farlo, ma si giustifica dicendo di aver avuto problemi urgenti, per i quali la sua azione è stata indispensabile.

## Cornice narrativa
Una donna, seduta in attesa del suo turno al monte dei pegni, tiene in mano una borsa che contiene telegrammi di storie, un piccolo anello, il portachiavi di una macchina, un giubbotto e una piccola brocca di ceramica. Si chiede quale sia il modo migliore per congedarsi da questi “pezzettini di vita”. Prima di lei, in coda, ci sono molte altre persone di differente età e sesso, ognuno con una storia alle spalle pronto a rendere parte della loro vita solo un lontano ricordo. Alla fine della giornata, le commesse, trovano una borsa con molti oggetti di valore sotto una sedia. Rimane il mistero, se questi oggetti siano stati lasciati lì per caso, per disperazione o, volutamente, per non riaverli mai più indietro.

## Premio Chiara e critica
Con questo libro Elena Loewenthal ha vinto la ventitreesima edizione del Premio Chiara, con 101 voti della giuria, contro i secondi a pari merito Mosche d'inverno di Eugenio Baroncelli e Guida agli animali fantastici di Ermanno Cavazzoni. Il 23 ottobre 2011 è stata infatti premiata ed intervistata a Varese, nell'ambito del Festival del Racconto.
La peculiarità del libro è l'attenzione al rapporto che le persone hanno con gli oggetti. È infatti l'analisi di una situazione umana quanto mai reale, da cui si è ispirata la scrittrice, a favorire la riflessione sul valore che spesso viene attribuito alle cose che fanno parte della vita quotidiana o di un particolare momento, ad esempio un anello di fidanzamento o il regalo di una madre. Da qui scaturisce la riflessione finale, lasciata dall'autrice, sulla realtà: si tratta solo di illusioni che gli uomini proiettano su manufatti inanimati.

## Curiosità
Elena Loewenthal, prima della stesura del libro, è rimasta ad osservare in disparte all'interno di un monte dei pegni fingendo di essere in coda. Non ha avuto contatti con le altre persone; ha solo ascoltato, osservato la scena ed inventato le storie. Come lei stessa dice: “ Per me la coerenza nel raccontare è fondamentale. L'attendibilità non è solo un vezzo, è un modo per tradurre la verità in racconto”.
Per dimostrare il legame che si era creato in quel luogo, la scrittrice ha deciso di vivere in modo personale l'esperienza lasciando in pegno un suo piccolo oggetto. Voleva capire inoltre cosa si provava a trasformare pezzettini della propria vita in denaro e prima ancora vederli cadere nel piattino, stimare e sparire dietro lo sportello.